# Первомайский (Тбилисский район)
Первомайский — посёлок в Тбилисском районе Краснодарского края.
Входит в состав Тбилисского сельского поселения.

## Население
| 2002 | 2010 |
| ---- | ---- |
| 369  | ↘287 |

- ул. Водопроводная,
- ул. Молодёжная,
- ул. Центральная,
- ул. Южная.